# Paasfeesten Leuven
De Paasfeesten van Leuven zijn een internationaal folklorefestival dat plaatsvindt elk paasweekend van vrijdag tot en met maandag. 
Vroeger gebruikte het de slogan "internationale volksdans en volksmuziek" naast de naam Paasfeesten, sinds 2015 is er de slogan "Dans kleurt de Lente".
De organisatie is in handen van Paasfeesten-Leuven vzw (vroeger Festivalcomité), in nauwe samenwerking met Stad Leuven.

## Historiek
De eerste Paasfeesten met volksdansfestival werden georganiseerd in 1975 door een aantal liefhebbers van volkskunst en folklore. Het festival had succes en dus werd het een jaarlijks gebeuren.
Het festival vindt zijn roots vanuit twee verschillende activiteiten. Sinds 1968 waren er feesten in Leuven tijdens het paasweekeinde, sinds 1969 werd er ook een paaslam versneden, maar dit nog zonder folklore. 
In de zomer van  1968 werden door volkskunstgroep Reuzegom voor het eerst internationale volksdansgroepen uitgenodigd in Leuven, alsook in 1970. In 1973 werd er reeds een volksdansfestival georganiseerd in Kessel-Lo in het kader van lentefeesten. In 1975 werden beide voorlopers gecombineerd tot de Paasfeesten zoals we ze nu nog kennen, al werden die nog aantal jaren "Internationaal Lentefeest van de volkscultuur" genoemd, en later de "Internationale Folklorefeesten". In 2019 werd dan ook de 45ste editie van de Paasfeesten in de huidige vorm gevierd.
Naast de activiteiten op straten en pleinen in de stad, waren er telkens ook festivalvoorstellingen, die vonden in de beginjaren (1977-1981) plaats in de grote aula van de KUL (Hogeschoolplein). In 1982 werd voor de eerste keer het festival geconcentreerd in een grote verwarmde tent op het Ladeuzeplein, in het midden van de stad. Dit zorgde voor meer bekendheid en sindsdien staat het festival op de wereldkaart. Doordat het plein opnieuw aangelegd werd van 1988 tot 1990, moest er een nieuwe locatie gezocht worden en zodoende week het festival tweetal jaar uit naar een feesttent op de Bruul (1988, 1989), daarna naar de Rijschool, officiële feestzaal van de stad Leuven. 
Sinds 2018 worden op zaterdag ook volksmuziekgroepen uitgenodigd om voor extra animatie in het stadscentrum te zorgen, naast de aanwezige dansgroepen.
Sinds het jaar 2000 werden de Paasfeesten ook erkend als volkskunstfestival door de Belgische tak van CIOFF (Conseil International des Organisations de Festivals de Folklore et d´Arts Traditionnels), een internationale organisatie die afhangt van UNESCO.

## Deelnemende groepen
In de eerste plaats zijn er de lokale groepen uit Leuven zelf. Zij zorgen ook voor een deel van de organisatie, binnen de vzw Paasfeesten-Leuven
- Volkskunstgroep Reuzegom
- Volkskunstgroep 't Havermeuleke
- Kindervolksdansgroep Rozemarijntje

Ook Leuvense vendelkunstgroep Carpevento treedt ieder jaar op Paaszaterdag.
De andere deelnemende groepen komen uit de rest van Europa. In 2022 waren bijvoorbeeld Litouwen, Engeland en Slovenië te gast. In 2019, voor de 45e editie, werd ook een extra kindergroep uit Slowakije uitgenodigd. Het festival focust typisch op Europa omwille van de timing van het festival. In het vroege voorjaar zijn er weinig andere festivals, en dan wordt het moeilijk om groepen van buiten Europa, voor een korte periode, zonder mogelijkheid om door te reizen naar andere festivals, een zinvolle langere trip aan te bieden die economisch haalbaar is.
In de jaren 70 en vroege jaren '80 werden typisch ook nog andere Vlaamse groepen bij de organisatie betrokken en/of uitgenodigd. Toen werd ook via de internationale studenten van de Katholieke Universiteit van Leuven soms volksdans van buiten Europa vertoond.
Ook het koor Trinitas is lange tijd betrokken geweest bij de organisatie.
De gastgroepen worden meestal opgevangen bij een gastgezin uit Leuven en omstreken. Meestal zijn dit leden of oud-leden van de Leuvense groepen, maar meer en meer worden via de plaatselijke media en andere kanalen ook gastgezinnen gezocht buiten de organisatie. Deels omdat er te veel gasten zijn voor het aantal potentiële gastgezinnen binnen de groepen. Er wordt ook beroep gedaan op de jeugdherberg om aantal gasten logies aan te bieden.

## Voornaamste activiteiten op het programma
- Donderdag: aankomst van de verschillende buitenlandse groepen. Onderbrengen van de gasten in gastgezin of jeugdherberg en verbroederingsavond in gastgezin.
- Vrijdag: Verbroederingsspelen tussen de groepen als kennismaking. Vroeger seniorennamiddag, sinds 2022 avondoptreden + samendans.
- Zaterdagmiddag: Vanaf 13u stoet doorheen het stadscentrum, om 15u voorstelling/kort optreden van alle deelnemende groepen voor het stadhuis, gevolgd door paaseierenworp aangeboden door het stadsbestuur en aansnijden van de paaslammeren. Vanaf 20u samendans en workshops, toegankelijk voor publiek.
- Zondagvoormiddag: Festivalmis
- Maandagnamiddag: Festivalvoorstelling om 14u30
- Maandagavond: afsluitavond/verbroedering.

## Overzicht buitenlandse groepen
|                                  | Jaartal | Land                                                                                          | Groep                                                                                         | Land                                                                                          | Groep                                                                                         | Land                                                                                          | Groep                                                                                         | Land                                                                                          | Groep                                                                                         | Land                                                                                          | Groep                                                                                         | Land                                                                                          | Groep                                                                                         |
| -------------------------------- | ------- | --------------------------------------------------------------------------------------------- | --------------------------------------------------------------------------------------------- | --------------------------------------------------------------------------------------------- | --------------------------------------------------------------------------------------------- | --------------------------------------------------------------------------------------------- | --------------------------------------------------------------------------------------------- | --------------------------------------------------------------------------------------------- | --------------------------------------------------------------------------------------------- | --------------------------------------------------------------------------------------------- | --------------------------------------------------------------------------------------------- | --------------------------------------------------------------------------------------------- | --------------------------------------------------------------------------------------------- |
| 49                               | 2025    | Letland                                                                                       | Žuburi                                                                                        | Frankrijk                                                                                     | Le troupiau de Saint-Michel                                                                   | Servië                                                                                        | Svetozar Marković                                                                             | Italië                                                                                        | Sbandieratori dei Rioni di Cori                                                               |                                                                                               |                                                                                               |                                                                                               |                                                                                               |
| 48                               | 2024    | Estland                                                                                       | Anna Raudkatsi Tantsuselts                                                                    | Tsjechië                                                                                      | Okresanek                                                                                     | Spanje                                                                                        | Rondalla de Peña Fragatina                                                                    | Duitsland                                                                                     | Volkstanz Neckartailfingen                                                                    |                                                                                               |                                                                                               |                                                                                               |                                                                                               |
| 47                               | 2023    | Mexico                                                                                        | Axkan Expresión de Mexico                                                                     | Polen                                                                                         | The Polish Folk Song And Dance Ensemble Mystkowianie                                          | Slowakije                                                                                     | Folklore ensemble ROZMARIJA                                                                   | Albanië                                                                                       | Folklore Ensemble Arbana                                                                      |                                                                                               |                                                                                               |                                                                                               |                                                                                               |
| 46                               | 2022    | Engeland                                                                                      | Jockey Morris Birmingham                                                                      | Slovenië                                                                                      | Folklore Group Iskraemeco Kranj                                                               | Litouwen                                                                                      | Jaunimelis                                                                                    |                                                                                               |                                                                                               |                                                                                               |                                                                                               |                                                                                               |                                                                                               |
|                                  | 2021    | Geen festival, afgelasting wegens COVID-19                                                    | Geen festival, afgelasting wegens COVID-19                                                    | Geen festival, afgelasting wegens COVID-19                                                    | Geen festival, afgelasting wegens COVID-19                                                    | Geen festival, afgelasting wegens COVID-19                                                    | Geen festival, afgelasting wegens COVID-19                                                    | Geen festival, afgelasting wegens COVID-19                                                    | Geen festival, afgelasting wegens COVID-19                                                    | Geen festival, afgelasting wegens COVID-19                                                    | Geen festival, afgelasting wegens COVID-19                                                    | Geen festival, afgelasting wegens COVID-19                                                    | Geen festival, afgelasting wegens COVID-19                                                    |
|                                  | 2020    | Geen festival, afgelasting wegens COVID-19                                                    | Geen festival, afgelasting wegens COVID-19                                                    | Geen festival, afgelasting wegens COVID-19                                                    | Geen festival, afgelasting wegens COVID-19                                                    | Geen festival, afgelasting wegens COVID-19                                                    | Geen festival, afgelasting wegens COVID-19                                                    | Geen festival, afgelasting wegens COVID-19                                                    | Geen festival, afgelasting wegens COVID-19                                                    | Geen festival, afgelasting wegens COVID-19                                                    | Geen festival, afgelasting wegens COVID-19                                                    | Geen festival, afgelasting wegens COVID-19                                                    | Geen festival, afgelasting wegens COVID-19                                                    |
| 45                               | 2019    | Nederland                                                                                     | Dansensemble Phoenix                                                                          | Finland                                                                                       | Motora                                                                                        | Griekenland (Paros)                                                                           | Naoussa Paros                                                                                 | Slowakije                                                                                     | Cindruska (Children)                                                                          | Frankrijk                                                                                     | Fédération des Groupes Folkloriques Landais                                                   |                                                                                               |                                                                                               |
| 44                               | 2018    | Turkije                                                                                       | iTÜ Halk Bilimleri ve Sanatları Kulübü                                                        | Servië                                                                                        | Folk Ansambl Dukat                                                                            | Spanje (Baskenland)                                                                           | Itxas-Alde dantza taldea                                                                      |                                                                                               |                                                                                               |                                                                                               |                                                                                               |                                                                                               |                                                                                               |
| 43                               | 2017    | Portugal                                                                                      | Rancho Folclorico de Paranhos da Beira                                                        | Kroatië                                                                                       | Varazdin Folk Dance Ensemble                                                                  | Hongarije                                                                                     | Debrecen i Hajdu Tancegyuttes                                                                 | Tsjechië                                                                                      | Velicka                                                                                       |                                                                                               |                                                                                               |                                                                                               |                                                                                               |
| 42                               | 2016    | Geen buitenlandse groepen wegens aanslagen in Brussel, beperkt programma met Vlaamse groepen* | Geen buitenlandse groepen wegens aanslagen in Brussel, beperkt programma met Vlaamse groepen* | Geen buitenlandse groepen wegens aanslagen in Brussel, beperkt programma met Vlaamse groepen* | Geen buitenlandse groepen wegens aanslagen in Brussel, beperkt programma met Vlaamse groepen* | Geen buitenlandse groepen wegens aanslagen in Brussel, beperkt programma met Vlaamse groepen* | Geen buitenlandse groepen wegens aanslagen in Brussel, beperkt programma met Vlaamse groepen* | Geen buitenlandse groepen wegens aanslagen in Brussel, beperkt programma met Vlaamse groepen* | Geen buitenlandse groepen wegens aanslagen in Brussel, beperkt programma met Vlaamse groepen* | Geen buitenlandse groepen wegens aanslagen in Brussel, beperkt programma met Vlaamse groepen* | Geen buitenlandse groepen wegens aanslagen in Brussel, beperkt programma met Vlaamse groepen* | Geen buitenlandse groepen wegens aanslagen in Brussel, beperkt programma met Vlaamse groepen* | Geen buitenlandse groepen wegens aanslagen in Brussel, beperkt programma met Vlaamse groepen* |
| 41                               | 2015    | Italië (Sicilië)                                                                              | Gruppo Folk Gergent                                                                           | Litouwen                                                                                      | Jaunimelis                                                                                    | Slowakije                                                                                     | Folklore Ensemble Levocan                                                                     | Zweden                                                                                        | Skansen Folkdanslag                                                                           |                                                                                               |                                                                                               |                                                                                               |                                                                                               |
| 40                               | 2014    | Roemenië                                                                                      | Doina Baraganului                                                                             | Polen                                                                                         | Chludowianie                                                                                  | Ierland                                                                                       | Dublin Folk Dance Group                                                                       |                                                                                               |                                                                                               |                                                                                               |                                                                                               |                                                                                               |                                                                                               |
| 39                               | 2013    | Nederland                                                                                     | Holland Express                                                                               | Schotland                                                                                     | Dunedin Dancers                                                                               | Slovenië                                                                                      | Dragatus                                                                                      | Spanje                                                                                        | Do Lusco ó Fusco                                                                              |                                                                                               |                                                                                               |                                                                                               |                                                                                               |
| 38                               | 2012    | Frankrijk                                                                                     | Cabeolum’Folk, Chateaudoble                                                                   | Slowakije                                                                                     | Folklore Ensemble DUBRAVA, Presov                                                             | Portugal                                                                                      | Grupo Folclórico das Lavradeiras da Meadela, Viana do Castelo                                 |                                                                                               |                                                                                               |                                                                                               |                                                                                               |                                                                                               |                                                                                               |
| 37                               | 2011    | Engeland                                                                                      | Jockey Morris Men Birmingham                                                                  | Letland                                                                                       | Lubana Culture Centre Dance Group "Zuburi"                                                    | Bulgarije                                                                                     | Folk Dance Ensemble Botevgrad                                                                 | Frankrijk                                                                                     |                                                                                               | Montenegro                                                                                    | Folklorni Ansambl Stefan M Ljubisa Budva                                                      |                                                                                               |                                                                                               |
| 36                               | 2010    | Frankrijk                                                                                     | Les Bitous, Folklore d'Auvergne                                                               | Litouwen                                                                                      | Meguva, Palagna                                                                               | Nederland                                                                                     | Oriënt (Culemborg)                                                                            | Polen                                                                                         | Krakowiacy, Krakau                                                                            |                                                                                               |                                                                                               |                                                                                               |                                                                                               |
| 35                               | 2009    | Servië                                                                                        | Collegiate Cultural and Artistic Club "Spanac"                                                | Duitsland                                                                                     | Volkstanz SAV Neckartailfingen                                                                | Spanje                                                                                        | Grup de Danses Tradicionals L'Arenilla                                                        | Portugal                                                                                      | Pauliteiros de Fonte de Aldeia                                                                |                                                                                               |                                                                                               |                                                                                               |                                                                                               |
| 34                               | 2008    | Italië (Sicilie)                                                                              | Gruppo Folkloristico Sicilia Terre Ncanteta                                                   | Griekenland                                                                                   | Krioneri                                                                                      | Portugal                                                                                      | Grupo Folclorico Etnográfico de Vila Praia de Âncora                                          | Slowakije                                                                                     | Folk ensemble Skalican                                                                        |                                                                                               |                                                                                               |                                                                                               |                                                                                               |
| 33                               | 2007    | Letland                                                                                       | Saime                                                                                         | Noorwegen                                                                                     | Strilaringen                                                                                  | Schotland                                                                                     | Dunedin Dancers                                                                               | Servië                                                                                        | Serbian Cultural Association Dimitrije Tucovic                                                |                                                                                               |                                                                                               |                                                                                               |                                                                                               |
| 32                               | 2006    | Albanië                                                                                       | Shqipet e Diaspores**                                                                         | Spanje (Baskenland)                                                                           | Irrintzi Dantza Taldea                                                                        | Nederland                                                                                     | Marnix Nederlandse Dans                                                                       | Slovenië                                                                                      | Folklore Group Koleda                                                                         |                                                                                               |                                                                                               |                                                                                               |                                                                                               |
| 31                               | 2005    | Duitsland                                                                                     | Böhmerswald Sing- und Volkstanzgruppe                                                         | Ierland                                                                                       | Dublin Folk Dance Group                                                                       | Rusland                                                                                       | Folklore Ensemble Lenok                                                                       | Slowakije                                                                                     | Folklore Ensemble Kamjana                                                                     | Wales                                                                                         | Cwmni Dauns Werin Caerdydd                                                                    |                                                                                               |                                                                                               |
| 30                               | 2004    | Duitsland                                                                                     | Odenwaldklub Gross-Umstadt                                                                    | Kroatië                                                                                       | Varazdinski Folklorni Ansambl                                                                 | Oostenrijk                                                                                    | Volkstanzgruppe Neusiedl am See                                                               | Polen                                                                                         | Zespol Piesni i Tanca Nowa Huta                                                               | Portugal                                                                                      | Grupo Folclorico e Cultural da Boavista                                                       |                                                                                               |                                                                                               |
| 29                               | 2003    | Armenië                                                                                       | Gyumri Song and Dance Club                                                                    | Ierland                                                                                       | Cairde Irish Dance Group                                                                      | Italië                                                                                        | Gruppo Folcloristico Amixi de Boggiasco e del Golfo Paradiso                                  | Wales                                                                                         | Dawnswyr Tawerin                                                                              |                                                                                               |                                                                                               |                                                                                               |                                                                                               |
| 28                               | 2002    | Denemarken                                                                                    | Bronshoj Folkedanser Forening                                                                 | Litouwen                                                                                      | Folk Dance Group Juosta                                                                       | Polen                                                                                         | Folkgroup Kostrzanie                                                                          | Spanje                                                                                        | Esbart Dansaire Figueres                                                                      |                                                                                               |                                                                                               |                                                                                               |                                                                                               |
| 27                               | 2001    | Georgië                                                                                       | Folk Dance & Song Company Phazisi                                                             | Israel                                                                                        | Horah Israel-Anachnu-Kan                                                                      | Italië                                                                                        | Gruppo Folklorico Magna Graecia                                                               | Schotland                                                                                     | Edinburgh University New Scotland Country Dance Society                                       | Rusland                                                                                       | Zolotoj Plyos (music group only)                                                              |                                                                                               |                                                                                               |
| 26                               | 2000    | Guernsey                                                                                      | L'Assembllaie Guernesiais Danseurs                                                            | Nederland                                                                                     | Hava Naguila - Den Ossaert                                                                    | Oekraïne                                                                                      | Batkivska Nyva                                                                                | Portugal                                                                                      | Grupo de Dancas e Cantares "Os Cachoeiros"                                                    | Ierland                                                                                       | Shantalla (music group only)                                                                  |                                                                                               |                                                                                               |
| 25                               | 1999    | Engeland                                                                                      | Adlington Folk Dancers                                                                        | Slowakije                                                                                     | Folkore Ensemble Technik Bratislava                                                           | Spanje                                                                                        | Asociacion de Coros y Danzas 'Valverde de Leganes"                                            | Ierland                                                                                       | Claire McKenna School of Irish Dancing                                                        | Italië                                                                                        | Sbandieratori Vignanello                                                                      | Zwitserland                                                                                   | Alphornduo Sonnenberg (music group only)                                                      |
| 24                               | 1998    | Frankrijk                                                                                     | Bel Pratel                                                                                    | Macedonië                                                                                     | Kud "Gerdan"                                                                                  | Slowakije                                                                                     | Cecinka (children)                                                                            | Slovenië                                                                                      | Kulturno Drustvo Racna                                                                        | Zwitserland                                                                                   | Trachtengruppe Ennetbürgen                                                                    |                                                                                               |                                                                                               |
| 23                               | 1997    | Finland                                                                                       | Helsingin pitajan tanhuujat ja spelarit ry                                                    | Letland                                                                                       | Vizbulite                                                                                     | Portugal                                                                                      | Rancho Folclorico do Grupo Cultural Os Medroenses                                             | Spanje (Baskenland)                                                                           | Ereintza Dantza Taldea                                                                        |                                                                                               |                                                                                               |                                                                                               |                                                                                               |
| 22                               | 1996    | Denemarken                                                                                    | Kontra-Otte                                                                                   | Hongarije                                                                                     | Müvelödesi Haz                                                                                | Nederland                                                                                     | Mie Katoen                                                                                    | Tsjechië                                                                                      | Radhost                                                                                       | Polen                                                                                         | Podlasie                                                                                      |                                                                                               |                                                                                               |
| 21                               | 1995    | Duitsland                                                                                     | Böhmerwald Sing-und Volkstanzgruppe                                                           | Ierland                                                                                       | Dublin Folk Dance Group                                                                       | Portugal                                                                                      | Grupo Folclorico Dr. Goncalo Sampaio                                                          | Zweden                                                                                        | Folkdansens Vanner                                                                            |                                                                                               |                                                                                               |                                                                                               |                                                                                               |
| 20                               | 1994    | Duitsland                                                                                     | DWJ & Die Nussknacker                                                                         | Nederland                                                                                     | Brabants Bont                                                                                 | Polen                                                                                         | Skalni                                                                                        | Taiwan                                                                                        | The Delegation of Tainan City                                                                 |                                                                                               |                                                                                               |                                                                                               |                                                                                               |
| 19                               | 1993    | Letland                                                                                       | Folkgroep Juglas Secondary School                                                             | Moldavië                                                                                      | Veselia                                                                                       | Bulgarije                                                                                     | Folksgroep van Razgrad                                                                        |                                                                                               |                                                                                               |                                                                                               |                                                                                               |                                                                                               |                                                                                               |
| 18                               | 1992    | België (Wallonië)                                                                             | Fraire des Masuis et Cotelis Jambois                                                          | Denemarken                                                                                    | Folkedanserforening Gladsaxe Lyngby                                                           | Kroatië                                                                                       | Ivan Goran Kovacic "Goranovci"                                                                | Noorwegen                                                                                     | Greipstad ungdomslag                                                                          | TsjechoSlowakije                                                                              | Asenda                                                                                        |                                                                                               |                                                                                               |
| 17                               | 1991    | Engeland                                                                                      | Lord Conyers Morris Men                                                                       | Nederland                                                                                     | De Knupduukskes                                                                               | Zweden                                                                                        | Nolagillet                                                                                    | Zwitserland                                                                                   | Zimmermann                                                                                    |                                                                                               |                                                                                               |                                                                                               |                                                                                               |
| 16                               | 1990    | Engeland                                                                                      | Folk Ensemble Deva                                                                            | Joegoslavië                                                                                   | Buducnost                                                                                     | Oostenrijk                                                                                    | Volkstanzgruppe aus Weiden-am-See                                                             | Turkije                                                                                       | Folkloric Group of Kachkoy Anatolian High School                                              |                                                                                               |                                                                                               |                                                                                               |                                                                                               |
| 15                               | 1989    | Duitsland                                                                                     | Volkstanz- und Trachtengruppe, Jever                                                          | Frankrijk                                                                                     | Cercle Celtique Gwik Alet                                                                     | Zwitserland                                                                                   | Trachtengruppe Arth-Goldau                                                                    |                                                                                               |                                                                                               |                                                                                               |                                                                                               |                                                                                               |                                                                                               |
| 14                               | 1988    | Frankrijk                                                                                     | Art et Loisirs Molsheim                                                                       | Griekenland                                                                                   | P.A.L.A.S. Karditsa                                                                           | Oostenrijk                                                                                    | Ubelbachtal Graz                                                                              | Spanje                                                                                        | Onatz-Dantza-Taldea Onati                                                                     |                                                                                               |                                                                                               |                                                                                               |                                                                                               |
| 13                               | 1987    | Joegoslavië                                                                                   | Goranovci                                                                                     | Engeland                                                                                      | Handsworth Traditional Sword Team                                                             | Frankrijk                                                                                     | Veillee en Auvergne - Chatel Guyon                                                            | Nederland                                                                                     | Brabants Bont - Den Dungen                                                                    |                                                                                               |                                                                                               |                                                                                               |                                                                                               |
| 12                               | 1986    | Duitsland                                                                                     | De Beekscheepers Scheessel                                                                    | Engeland                                                                                      | Yorkshire Chandelier Sheffield                                                                | Frankrijk                                                                                     | Les Compagnons du Bareuzai Dijon                                                              | Madeira                                                                                       | Grupo Cultural e Recreativo de Machico                                                        | België (Anderlecht)                                                                           | La Farandole                                                                                  |                                                                                               |                                                                                               |
| 11                               | 1985    | België (Wallonië)                                                                             | Fraire des Masuis et Cotelis Jambois                                                          | Duitsland                                                                                     | Trachtengruppe Grönegau (Melle)                                                               | Duitsland                                                                                     | Volkstanz- und Trachtengruppe Aurich                                                          | Ierland                                                                                       | Dublin Folkdance Group                                                                        | Polen                                                                                         | Kortowa Olsztyn                                                                               | Italië (Sardinie)                                                                             | Gruppo-Folk-Villasimius                                                                       |
| 10                               | 1984    | België (St-Katelijne-Waver)                                                                   | Landelijke Vendeliersgilde Hagelstein                                                         | Duitsland                                                                                     | Trachtengruppe von Bliesransbach                                                              | Engeland                                                                                      | Royal Liberty Morris Men Essex                                                                | Oekraïne                                                                                      | Kohut                                                                                         | Spanje                                                                                        | Grupo Folclorico del Centro Gallego                                                           | Zwitserland                                                                                   | Schauensee                                                                                    |
| 9                                | 1983    | België (Hasselt)                                                                              | De Langeman                                                                                   | Nederland                                                                                     | Brabants Bont                                                                                 | Duitsland                                                                                     | Böhmerswals Sing-und Tanzgruppe                                                               | Frankrijk                                                                                     | Compagnie Marc Leclerc                                                                        | Portugal                                                                                      | Etnográfico de Vila Praia de Âncora                                                           |                                                                                               |                                                                                               |
| 8                                | 1982    | België (Wallonië)                                                                             | Chiny                                                                                         | Nederland                                                                                     | Kasporgo en Vodago (Goes)                                                                     | Noorwegen                                                                                     | Leikarringen U Bul                                                                            | Oostenrijk                                                                                    | Alpenverein Sing- und Tanzkries Graz                                                          | Cambodja & Chili                                                                              | Buitenlands studentengezelschap KUL                                                           |                                                                                               |                                                                                               |
| 7                                | 1981    | België (Wallonië)                                                                             | Compagnie Folklorique Fanny Thibout                                                           | Zweden                                                                                        | Folkdansens Vänner (Malmo)                                                                    | Zwitserland                                                                                   | Alpenhorn Pilatusberg                                                                         |                                                                                               |                                                                                               |                                                                                               |                                                                                               |                                                                                               |                                                                                               |
| 6                                | 1980    | België (Wallonië)                                                                             | Frairie des Masuis et Cotelis Jambois                                                         | Nederland                                                                                     | De Knupduukskens Vorden                                                                       | Luxemburg                                                                                     | Vallée des Sept Chateaux                                                                      |                                                                                               |                                                                                               |                                                                                               |                                                                                               |                                                                                               |                                                                                               |
| 5                                | 1979    | België (Anderlecht)                                                                           | La Farandole                                                                                  | Engeland                                                                                      | The Royal Liberty Morris Men Essex                                                            | Frankrijk                                                                                     | Le Groupe Gallo-Breton Rennes                                                                 | Andorra                                                                                       | El Grupo De Coros Y Danzas de Andorra                                                         |                                                                                               |                                                                                               |                                                                                               |                                                                                               |
| 4                                | 1978    | België (Wallonië)                                                                             | Compagnie Folklorique Fanny Thibout                                                           | China                                                                                         | Buitenlands studentengezelschap KUL                                                           | Griekenland                                                                                   | Zorbades                                                                                      | Italië                                                                                        | Associazione Folkloristica Sbandieratore Arezzo                                               | Nederland                                                                                     | St-Nikolaasgilde Valkenswaard                                                                 | Zwitserland                                                                                   | Ueli Zimmermann Renens                                                                        |
| 3                                | 1977    | Frankrijk                                                                                     | Lous Gouyats de L'Adou de Dax                                                                 | Frankrijk                                                                                     | Kelc'h Breizh                                                                                 | Zweden                                                                                        | Folkdansers Vänner (Malmo)                                                                    | Mexico                                                                                        | Vera Cruz                                                                                     | Engeland                                                                                      | The Green Sleeves Morris Men London                                                           | Duitsland                                                                                     | Südwestdeutscher Spielkreis Stuttgart                                                         |
| 2                                | 1976    | Denemarken                                                                                    | Kontra-Otte (Kopenhagen)                                                                      | Duitsland                                                                                     | Volkstanzkreise der Volkshochschule Aachen                                                    | Engeland                                                                                      | Cleaver WH E.F.D.S.S. London                                                                  | Indonesië                                                                                     | Buitenlands studentengezelschap KUL                                                           |                                                                                               |                                                                                               |                                                                                               |                                                                                               |
| 1                                | 1975    | Duitsland                                                                                     | Tanskreis Vebert                                                                              | Duitsland                                                                                     | Aulataler Volkskunstgruppe Rohner Kirchheim (und Trachtenkapelle)                             | Engeland                                                                                      | Benfieldside Folk Dance Group Consett                                                         | Frankrijk                                                                                     | Les Bategails de Saintonge (Cognac)                                                           | Joegoslavië                                                                                   | Ensemble Vesela Mladina (Joegaslaven wonend in Limburg)                                       | Latijns-Amerika & Azië                                                                        | Buitenlands studentengezelschap KUL                                                           |
| niet onder de noemer paasfeesten | 1973    | België (Wallonië)                                                                             | Compagnie Folklorique Fanny Thibout                                                           | Duitsland                                                                                     | Volkstanzkreise der Volkshochschule Aachen                                                    | Frankrijk                                                                                     | De Kadullen Bailleul                                                                          | Luxemburg                                                                                     | Vallée des 7 Chateaux Mersch                                                                  | Nederland                                                                                     | Tsakonikos Heerlen                                                                            |                                                                                               |                                                                                               |

- In 2020 en 2021 werd het festival afgelast wegens de wereldwijde virus-pandemie door het COVID-19 virus, die zorgde voor reisverboden, quarantaine-maatregelen, ... waardoor het organiseren van een festival onmogelijk werd, zelfs een beperkt programma zoals in 2016 was geen optie wegens het verbod op samenscholingen en evenementen door de overheden uitgevaardigd. Het was voor het eerst sinds 1974 dat er geen festival doorging, en dan nog 2 jaar op rij.
- In 2016 moesten de buitenlandse gastgroepen (gepland: Italië, Portugal, Kroatië & Tsjechië) last minute afzeggen wegens negatief reisadvies naar België omwille van de aanslagen in Brussel op 22 maart 2016, enkele dagen voor de Paasfeesten. Het festival is toen doorgegaan met beperkt programma met enkel de Vlaamse groepen. 3 van de 4 gevraagde buitenlandse groepen zijn in 2017 wel opnieuw op de uitnodiging ingegaan om naar Leuven te komen.
- In 2006 was een Albanese groep gepland, maar wegens reisproblemen werden die last minute vervangen door het Brussels gebaseerde gezelschap "Shqipet e Diaspores"